# Arundineae
Arundineae je tribus trava, dio potporodice Arundinoideae. Saastoji se od 4 roda sa ukupno 17 vrsta trajnica.
Tipični rod je Arundo ili trst sa pet vrsta, od kojih tri rastu i u Hrvatskoj. Dva roda su iz Australije.

## Rodovi
1. Amphipogon R.Br. (9 spp.), Australija
2. Monachather Steud. (1 sp.), Australija
3. Dregeochloa Conert (2 spp.), južna Afrika
4. Arundo L. (5 spp.), Mediteran